# Dicranota (Paradicranota) robusta
Dicranota (Paradicranota) robusta is een tweevleugelige uit de familie Pediciidae. De soort komt voor in het Palearctisch gebied.